# Kelly-Ann Way
Pour les articles homonymes, voir Way.
Kelly-Ann Way, née le 18 septembre 1964 à Windsor, est une coureuse cycliste professionnelle canadienne.

## Biographie
En 1990, en portant les couleurs du Canada, Kelly-Ann Way fait partie de la première équipe féminine à participer au Tour de l'Abitibi aux côtés de Alison Sydor, Maria Hawkins, Sara Neil, Jill Smith et Denise Kelly.

## Palmarès sur route
- 1983
  - 2e du championnat du Canada du contre-la-montre
- 1984
  - 8e étape de Tour de France féminin
- 1985
  - 1re étape de Paris-Bourges
  - 2e du Paris-Bourges
  - 3e du Tour van Born - Olten
  - 32e de la Course en ligne féminin aux championnats du monde de cyclisme sur route
- 1987
  - 8e étape du Tour de l'Aube
  - 30e de la Course en ligne féminin aux championnats du monde de cyclisme sur route
- 1988
  - 38e de la course en ligne féminine de cyclisme sur route aux Jeux olympiques d'été de 1988
- 1989
  - 46e de la Course en ligne féminin aux championnats du monde de cyclisme sur route
- 1990
  - 28e de la Course en ligne féminin aux championnats du monde de cyclisme sur route
  - 52e au Tour de l'Abitibi
- 1991
  -  Championne du Canada du contre-la-montre
- 1992
  - 31e de la course en ligne féminine de cyclisme sur route aux Jeux olympiques d'été de 1992

## Palmarès sur piste

### Jeux olympiques
- Barcelone 1992
  - 14e de la poursuite

### Championnats du monde
- Maebashi 1990
  - 7e de la poursuite
  - 18e de la course aux points
- Stuttgart 1991
  - 9e de la poursuite

### Jeux panaméricains
- Indianapolis 1987
  -  Médaillée d'argent de la poursuite

### Jeux du Commonwealth
- Auckland 1990
  -  Médaillée de bronze de la poursuite